# Незнайомець на третьому поверсі
«Незнайомець на третьому поверсі» (англ. Stranger on the Third Floor) — американський художній фільм, знятий в 1940 році Борисом Інгстером. Часто іменується першим «справжнім» фільмом нуар класичного періоду (1940—1959). Цей фільм має ряд рис притаманних в майбутньому фільмам в стилі нуар: важкі тіні, діагональні лінії, голос за кадром, кути низькою камерою зйомки, багатоповерхові сходові клітини, а також безневинний герой, який помилково звинувачений у злочині і відчайдушно намагається очистити себе. Проте деякі фільмознавці вважають, що до фільмів у стилі нуар можна віднести і такі стрічки як «Ребекка» і «Вони їхали вночі», які були випущені раніше.

## Сюжет
Репортер Майк Ворд (Джон Макгвайр) — головний свідок у справі про вбивство. Він бачив обвинуваченого Бріггса (Еліша Кук-молодший), що стояв біля тіла вбитого в кафе, і це ключове свідоцтво для визнання провини Бріггса. Джейн (Маргарет Толлічет), наречена Ворда, сумнівається в безсумнівності його показань, і ці сумніви починають переслідувати репортера.
Несподівано сусід Ворда виявляється убитий так само, як і людина в кафе. Ворд повідомляє про це поліції, і його заарештовують. Щоб врятувати нареченого, Джейн вирушає на пошуки незнайомця, якого Ворд бачив на сходовому прольоті.

## У ролях
- Пітер Лорре — Незнайомець
- Джон Макгвайр — Майк Ворд
- Маргарет Толлічет — Джейн
- Чарльз Волдрон — окружний прокурор
- Еліша Кук-молодший — Джо Бріггс
- Чарльз Голтон — Альберт Менг
- Етель Гріффіс — місіс Кейн, квартирна господиня Майка
- Кліфф Кларк — Мартін
- Oscar О'Ші — суддя
- Алек Крейг — захисник Бріггса

### Додаткові посилання
- Lyons, Arthur (2000). Death on the Cheap: The Lost B Movies of Film Noir. New York: Da Capo. ISBN 0-306-80996-6
- Server, Lee (1998). «The Black List: Essential Film Noir» in The Big Book of Noir, ed. Ed Gorman, Lee Server, and Martin H. Greenberg. New York: Carroll & Graf. ISBN 0-7867-0574-4